# メナラ・テレコム
メナラ・テレコム（Menara Telekom）は、マレーシアのクアラルンプールにある超高層ビル。
同じクアラルンプールにある高さ452mのペトロナスツインタワーに次いでクアラルンプールで2番目、マレーシア全土でも2番目、東南アジア全域では4番目に高いビルである。